# Кубок России по кёрлингу среди смешанных команд 2017
Кубок России по кёрлингу среди смешанных команд 2017 проводился с 21 по 27 августа 2017 года в городе Дмитров (Московская область) на арене Центр фигурного катания и кёрлинга МУ СК «Дмитров». Турнир проводился в 10-й раз.
В турнире приняло участие 16 команд из Москвы (5 команд), Санкт-Петербурга (5 команд), Московской области (5 команд), Самарской области (1 команда).
Обладателями Кубка стала команда «Санкт-Петербург 2» (скип Алексей Стукальский), победившая в финале команду «Москвич 2» (скип Валерия Скляренко). Третье место заняла команда «Санкт-Петербург 1» (скип Андрей Дроздов), победившая в матче за бронзу команду «Санкт-Петербург 4» (скип Александр Быстров).

## Формат соревнований
Команды разбиваются на 2 группы (А, Б) по 8 команд, где играют друг с другом по круговой системе в один круг. На групповом этапе командам начисляются очки: за победу — 2 очка, за поражение — 1 очко. При одинаковом количестве побед (набранных очков) команды ранжируются следующим образом: если их две, то более высокое место занимает команда, победившая в матче этих команд; если команд больше двух, то они ранжируются по средним результатам постановочных бросков в дом (англ. Draw Shot Challenge, DSC, измеряется в сантиметрах), производящихся командами перед каждой из игр группового этапа; команда, имеющая меньшее среднее значение, занимает более высокое место. Затем 4 команды, занявшие в группах 1-е и 2-е места, выходят во второй этап, плей-офф, где играют по олимпийской системе. Сначала команды встречаются в полуфиналах; победители полуфиналов в финале разыгрывают 1-е и 2-е места, проигравшие в полуфиналах разыгрывают между собой 3-е и 4-е места.
Все матчи играются в 8 эндов, при ничьей после 8-го энда проводится необходимое для выявления победителя число экстра-эндов.
Время начала матчей указано по московскому времени (UTC+3).

## Составы команд
| Команда                 | Четвёртый (скип)         | Третий              | Второй             | Первый               |
| ----------------------- | ------------------------ | ------------------- | ------------------ | -------------------- |
| Воробьёвы горы (Москва) | Виктория Макаршина       | Дмитрий Исаев       | Мария Полетаева    | Николай Ланин        |
| Москвич 1               | Герман Доронин           | Мария Борисова      | Тимур Гаджиханов   | Мария Архипова       |
| Москвич 2               | Валерия Скляренко        | Лев Пузаков         | Ирина Беляева      | Вадим Голов          |
| Москвич 3               | Лолита Третьяк           | Егор Бураков        | Ксения Новикова    | Данила Цымбал        |
| Москвич 4               | Михаил Голиков           | Наталия Губанова    | Андрей Суворов     | Полина Черных        |
| Московская область 1    | Кирилл Савенков          | Анастасия Москалёва | Пётр Кузнецов      | Дарья Стёксова       |
| Московская область 2    | Дарья Морозова           | Вадим Сивачёв       | Ольга Котельникова | Роман Сергеев        |
| Московская область 3    | Кирилл Суровов           | Влада Румянцева     | Алексей Филиппов   | Анастасия Мищенко    |
| Московская область 4    | Екатерина Толстова       | Артём Рыбаков       | Алина Лёц          | Юрий Шустров         |
| Московская область 5    | Александра Кардапольцева | Владислав Азаренков | Елизавета Красных  | Томас Шохенмайер     |
| Самарская область       | Данила Сазонов           | Ирина Безпризорнова | Илья Мензелеев     | Олеся Колесникова    |
| Санкт-Петербург 1       | Андрей Дроздов           | Мария Бакшеева      | Александр Орлов    | Мария Дуюнова        |
| Санкт-Петербург 2       | Алексей Стукальский      | Мария Ермейчук      | Олег Красиков      | Аида Афанасьева      |
| Санкт-Петербург 3       | Александр Бойко          | Яна Гаршина         | Вадим Шведов       | Арина Заседателева   |
| Санкт-Петербург 4       | Александр Быстров        | Надежда Белякова    | Аркадий Татарников | Дарья Патрикеева     |
| Санкт-Петербург 5       | Анастасия Даньшина       | Сергей Морозов      | Ирина Низовцева    | Константин Манасевич |

## Групповой этап

### Группа А
|    | Команда                                         | А1   | А2   | А3  | А4   | А5  | А6   | А7   | А8   | В | П | О  | DSC, см | Место |
| -- | ----------------------------------------------- | ---- | ---- | --- | ---- | --- | ---- | ---- | ---- | - | - | -- | ------- | ----- |
| А1 | Московская область 5 (Александра Кардапольцева) | *    | 4:8  | 3:6 | 4:6  | 1:9 | 1:9  | 1:10 | 3:7  | 0 | 7 | 7  | 115,53  | 8     |
| А2 | Москвич 4 (Михаил Голиков)                      | 8:4  | *    | 3:9 | 4:5  | 2:9 | 3:9  | 11:4 | 7:6  | 3 | 4 | 10 | 75,04   | 6     |
| А3 | Санкт-Петербург 4 (Александр Быстров)           | 6:3  | 9:3  | *   | 6:3  | 6:5 | 2:6  | 7:4  | 7:2  | 6 | 1 | 13 | 85,94   | 2     |
| А4 | Московская область 1 (Кирилл Савенков)          | 6:4  | 5:4  | 3:6 | *    | 1:6 | 4:5  | 5:4  | 8:14 | 3 | 4 | 10 | 82,08   | 5     |
| А5 | Москвич 3 (Лолита Третьяк)                      | 9:1  | 9:2  | 5:6 | 6:1  | *   | 4:6  | 8:7  | 5:6  | 4 | 3 | 11 | 48.89   | 4     |
| А6 | Санкт-Петербург 1 (Андрей Дроздов)              | 9:1  | 9:3  | 6:2 | 5:4  | 6:4 | *    | 5:3  | 4:10 | 6 | 1 | 13 | 70,37   | 1     |
| А7 | Воробьёвы горы (Виктория Макаршина)             | 10:1 | 4:11 | 4:7 | 4:5  | 7:8 | 3:5  | *    | 1:6  | 1 | 6 | 8  | 98,06   | 7     |
| А8 | Московская область 3 (Кирилл Суровов)           | 7:3  | 6:7  | 2:7 | 14:8 | 6:5 | 10:4 | 6:1  | *    | 5 | 2 | 12 | 69,88   | 3     |

### Группа Б
|    | Команда                                   | Б1  | Б2   | Б3  | Б4   | Б5   | Б6   | Б7   | Б8  | В | П | О  | DSC, см | Место |
| -- | ----------------------------------------- | --- | ---- | --- | ---- | ---- | ---- | ---- | --- | - | - | -- | ------- | ----- |
| Б1 | Москвич 2 (Валерия Скляренко)             | *   | 7:3  | 5:3 | 6:7  | 3:5  | 9:1  | 6:2  | 7:6 | 5 | 2 | 12 | 96,98   | 2     |
| Б2 | Самарская область (Данила Сазонов)        | 3:7 | *    | 5:6 | 2:8  | 1:9  | 2:12 | 3:9  | 1:6 | 0 | 7 | 7  | 90,88   | 8     |
| Б3 | Санкт-Петербург 5 (Анастасия Даньшина)    | 3:5 | 6:5  | *   | 2:6  | 4:9  | 1:6  | 7:2  | 5:3 | 3 | 4 | 10 | 62,57   | 6     |
| Б4 | Санкт-Петербург 2 (Алексей Стукальский)   | 7:6 | 8:2  | 6:2 | *    | 5:4  | 12:1 | 6:2  | 6:3 | 7 | 0 | 14 | 73,13   | 1     |
| Б5 | Москвич 1 (Герман Доронин)                | 5:3 | 9:1  | 9:4 | 4:5  | *    | 4:6  | 10:1 | 2:6 | 4 | 3 | 11 | 78,14   | 5     |
| Б6 | Санкт-Петербург 3 (Александр Бойко)       | 1:9 | 12:2 | 6:1 | 1:12 | 6:4  | *    | 10:1 | 3:7 | 4 | 3 | 11 | 66,90   | 4     |
| Б7 | Московская область 4 (Екатерина Толстова) | 2:6 | 9:3  | 2:7 | 2:6  | 1:10 | 1:10 | *    | 3:9 | 1 | 6 | 8  | 84,97   | 7     |
| Б8 | Московская область 2 (Дарья Морозова)     | 6:7 | 6:1  | 3:5 | 3:6  | 6:2  | 7:3  | 9:3  | *   | 4 | 3 | 11 | 78,07   | 3     |

     Проходят в плей-офф

## Плей-офф
|  | Полуфиналы | Полуфиналы                      | Полуфиналы                      | Полуфиналы                      | Полуфиналы                      | Полуфиналы                      | Полуфиналы                      | Полуфиналы                      | Полуфиналы                      | Полуфиналы |                       |                       | Финал                           | Финал                           | Финал                           | Финал                           | Финал                           | Финал                           | Финал                           | Финал                           | Финал                           | Финал |
|  |            |                                 |                                 |                                 |                                 |                                 |                                 |                                 |                                 |            |                       |                       |                                 |                                 |                                 |                                 |                                 |                                 |                                 |                                 |                                 |       |
|  | А-1        | Санкт-Петербург 1 (Дроздов)     | Санкт-Петербург 1 (Дроздов)     | Санкт-Петербург 1 (Дроздов)     | Санкт-Петербург 1 (Дроздов)     | Санкт-Петербург 1 (Дроздов)     | Санкт-Петербург 1 (Дроздов)     | Санкт-Петербург 1 (Дроздов)     | Санкт-Петербург 1 (Дроздов)     | 3          |                       |                       |                                 |                                 |                                 |                                 |                                 |                                 |                                 |                                 |                                 |       |
|  | А-1        | Санкт-Петербург 1 (Дроздов)     | Санкт-Петербург 1 (Дроздов)     | Санкт-Петербург 1 (Дроздов)     | Санкт-Петербург 1 (Дроздов)     | Санкт-Петербург 1 (Дроздов)     | Санкт-Петербург 1 (Дроздов)     | Санкт-Петербург 1 (Дроздов)     | Санкт-Петербург 1 (Дроздов)     | 3          |                       |                       |                                 |                                 |                                 |                                 |                                 |                                 |                                 |                                 |                                 |       |
|  | Б-2        | Москвич 2 (Скляренко)           | Москвич 2 (Скляренко)           | Москвич 2 (Скляренко)           | Москвич 2 (Скляренко)           | Москвич 2 (Скляренко)           | Москвич 2 (Скляренко)           | Москвич 2 (Скляренко)           | Москвич 2 (Скляренко)           | 9          |                       |                       |                                 |                                 |                                 |                                 |                                 |                                 |                                 |                                 |                                 |       |
|  |            |                                 |                                 |                                 |                                 |                                 |                                 |                                 |                                 |            | Москвич 2 (Скляренко) | Москвич 2 (Скляренко) | Москвич 2 (Скляренко)           | Москвич 2 (Скляренко)           | Москвич 2 (Скляренко)           | Москвич 2 (Скляренко)           | Москвич 2 (Скляренко)           | Москвич 2 (Скляренко)           | Москвич 2 (Скляренко)           | 4                               |                                 |       |
|  |            |                                 |                                 |                                 |                                 |                                 |                                 |                                 |                                 |            | Москвич 2 (Скляренко) | Москвич 2 (Скляренко) | Москвич 2 (Скляренко)           | Москвич 2 (Скляренко)           | Москвич 2 (Скляренко)           | Москвич 2 (Скляренко)           | Москвич 2 (Скляренко)           | Москвич 2 (Скляренко)           | Москвич 2 (Скляренко)           | 4                               |                                 |       |
|  |            |                                 |                                 |                                 |                                 |                                 |                                 |                                 |                                 |            |                       |                       | Санкт-Петербург 2 (Стукальский) | Санкт-Петербург 2 (Стукальский) | Санкт-Петербург 2 (Стукальский) | Санкт-Петербург 2 (Стукальский) | Санкт-Петербург 2 (Стукальский) | Санкт-Петербург 2 (Стукальский) | Санкт-Петербург 2 (Стукальский) | Санкт-Петербург 2 (Стукальский) | Санкт-Петербург 2 (Стукальский) | 6     |
|  | Б-1        | Санкт-Петербург 2 (Стукальский) | Санкт-Петербург 2 (Стукальский) | Санкт-Петербург 2 (Стукальский) | Санкт-Петербург 2 (Стукальский) | Санкт-Петербург 2 (Стукальский) | Санкт-Петербург 2 (Стукальский) | Санкт-Петербург 2 (Стукальский) | Санкт-Петербург 2 (Стукальский) | 6          |                       |                       | Санкт-Петербург 2 (Стукальский) | Санкт-Петербург 2 (Стукальский) | Санкт-Петербург 2 (Стукальский) | Санкт-Петербург 2 (Стукальский) | Санкт-Петербург 2 (Стукальский) | Санкт-Петербург 2 (Стукальский) | Санкт-Петербург 2 (Стукальский) | Санкт-Петербург 2 (Стукальский) | Санкт-Петербург 2 (Стукальский) | 6     |
|  | Б-1        | Санкт-Петербург 2 (Стукальский) | Санкт-Петербург 2 (Стукальский) | Санкт-Петербург 2 (Стукальский) | Санкт-Петербург 2 (Стукальский) | Санкт-Петербург 2 (Стукальский) | Санкт-Петербург 2 (Стукальский) | Санкт-Петербург 2 (Стукальский) | Санкт-Петербург 2 (Стукальский) | 6          |                       |                       |                                 |                                 |                                 |                                 |                                 |                                 |                                 |                                 |                                 |       |
|  | А-2        | Санкт-Петербург 4 (Быстров)     | Санкт-Петербург 4 (Быстров)     | Санкт-Петербург 4 (Быстров)     | Санкт-Петербург 4 (Быстров)     | Санкт-Петербург 4 (Быстров)     | Санкт-Петербург 4 (Быстров)     | Санкт-Петербург 4 (Быстров)     | Санкт-Петербург 4 (Быстров)     | 5          |                       |                       |                                 |                                 |                                 |                                 |                                 |                                 |                                 |                                 |                                 |       |
|  | А-2        | Санкт-Петербург 4 (Быстров)     | Санкт-Петербург 4 (Быстров)     | Санкт-Петербург 4 (Быстров)     | Санкт-Петербург 4 (Быстров)     | Санкт-Петербург 4 (Быстров)     | Санкт-Петербург 4 (Быстров)     | Санкт-Петербург 4 (Быстров)     | Санкт-Петербург 4 (Быстров)     | 5          |                       |                       |                                 |                                 |                                 |                                 |                                 |                                 |                                 |                                 |                                 |       |
|  |            |                                 |                                 |                                 |                                 |                                 |                                 |                                 |                                 |            |                       |                       |                                 |                                 |                                 |                                 |                                 |                                 |                                 |                                 |                                 |       |

|  | Матч за 3-е место           |                             |                             |                             |                             |                             |                             |                             |                             |   |
|  |                             |                             |                             |                             |                             |                             |                             |                             |                             |   |
|  | Санкт-Петербург 1 (Дроздов) | Санкт-Петербург 1 (Дроздов) | Санкт-Петербург 1 (Дроздов) | Санкт-Петербург 1 (Дроздов) | Санкт-Петербург 1 (Дроздов) | Санкт-Петербург 1 (Дроздов) | Санкт-Петербург 1 (Дроздов) | Санкт-Петербург 1 (Дроздов) | Санкт-Петербург 1 (Дроздов) | 7 |
|  | Санкт-Петербург 1 (Дроздов) | Санкт-Петербург 1 (Дроздов) | Санкт-Петербург 1 (Дроздов) | Санкт-Петербург 1 (Дроздов) | Санкт-Петербург 1 (Дроздов) | Санкт-Петербург 1 (Дроздов) | Санкт-Петербург 1 (Дроздов) | Санкт-Петербург 1 (Дроздов) | Санкт-Петербург 1 (Дроздов) | 7 |
|  | Санкт-Петербург 4 (Быстров) | Санкт-Петербург 4 (Быстров) | Санкт-Петербург 4 (Быстров) | Санкт-Петербург 4 (Быстров) | Санкт-Петербург 4 (Быстров) | Санкт-Петербург 4 (Быстров) | Санкт-Петербург 4 (Быстров) | Санкт-Петербург 4 (Быстров) | Санкт-Петербург 4 (Быстров) | 4 |
|  | Санкт-Петербург 4 (Быстров) | Санкт-Петербург 4 (Быстров) | Санкт-Петербург 4 (Быстров) | Санкт-Петербург 4 (Быстров) | Санкт-Петербург 4 (Быстров) | Санкт-Петербург 4 (Быстров) | Санкт-Петербург 4 (Быстров) | Санкт-Петербург 4 (Быстров) | Санкт-Петербург 4 (Быстров) | 4 |

## Итоговая классификация
| Место | Команда                                         | И | В | П |
| ----- | ----------------------------------------------- | - | - | - |
| 1     | Санкт-Петербург 2 (Алексей Стукальский)         | 9 | 9 | 0 |
| 2     | Москвич 2 (Валерия Скляренко)                   | 9 | 6 | 3 |
| 3     | Санкт-Петербург 1 (Андрей Дроздов)              | 9 | 7 | 2 |
| 4     | Санкт-Петербург 4 (Александр Быстров)           | 9 | 6 | 3 |
| 5     | Московская область 3 (Кирилл Суровов)           | 7 | 5 | 2 |
| 5     | Московская область 2 (Дарья Морозова)           | 7 | 4 | 3 |
| 7     | Москвич 3 (Лолита Третьяк)                      | 7 | 4 | 3 |
| 7     | Санкт-Петербург 3 (Александр Бойко)             | 7 | 4 | 3 |
| 9     | Московская область 1 (Кирилл Савенков)          | 7 | 3 | 4 |
| 9     | Москвич 1 (Герман Доронин)                      | 7 | 4 | 3 |
| 11    | Москвич 4 (Михаил Голиков)                      | 7 | 3 | 4 |
| 11    | Санкт-Петербург 5 (Анастасия Даньшина)          | 7 | 3 | 4 |
| 13    | Воробьёвы горы (Виктория Макаршина)             | 7 | 1 | 6 |
| 13    | Московская область 4 (Екатерина Толстова)       | 7 | 1 | 6 |
| 15    | Московская область 5 (Александра Кардапольцева) | 7 | 0 | 7 |
| 15    | Самарская область (Данила Сазонов)              | 7 | 0 | 7 |